# Walter Dick (futbolista)
Walter Dick (20 de septiembre de 1905, Kirkintilloch, Escocia - 24 de julio de 1989, Lafayette, California) fue un jugador de fútbol estadounidense de origen escocés. 

## Selección nacional
Jugó 1 partido con la selección estadounidense y participó 1 Mundial en 1934.

### Participaciones en Copas del Mundo
| Mundial                        | Sede   | Resultado    |
| ------------------------------ | ------ | ------------ |
| Copa Mundial de Fútbol de 1934 | Italia | Primera fase |

## Clubes
| Club                   | País           | Año                |
| ---------------------- | -------------- | ------------------ |
| Armadale F.C.          | Escocia        | 1922 - 1923        |
| Niagara Falls Rangers  | Estados Unidos | 1923 - 1924        |
| Providence F.C.        | Estados Unidos | 1924 - 1931        |
| Fall River FC          | Estados Unidos | 1931 - 1937        |
| Pawtucket Rangers      | Estados Unidos | 1937 - Desconocido |
| Kearny Scots-Americans | Estados Unidos | Desconocido        |